# Armida (Dvořák)
Armida, op. 115, és una òpera en quatre actes composta per Antonín Dvořák sobre un llibret txec de Jaroslav Vrchlický, basat en el poema èpic La Gerusalemme liberata de Torquato Tasso. S'estrenà al Teatre Nacional de Praga el 25 de març de 1904.

## Origen i context
Després de l'èxit de Rusalka el compositor va començar immediatament a buscar un nou llibret adequat. L'òpera era l'únic gènere musical que estava considerant en aquest moment. No obstant això, va passar un temps fins que finalment es va embarcar en el llibret Armida de Jaroslav Vrchlický. El compositor inicialment havia buscat una major col·laboració amb Jaroslav Kvapil, però probablement aquest estaria ocupat. Així Dvořák va tornar a uns esbossos que havia començat anteriorment d'una òpera inspirada en la mitologia txeca, La mort de Vlasta. Abans de Dvořák, el llibret que Karel Pippich havia elaborat prèviament havia cridat l'atenció de Bedřich Smetana i, després d'ell, Zdeněk Fibich, però cap d'ells s'havia impressionat prou com per escriure una òpera sobre el tema. No se sap si Dvořák va prendre una decisió final sobre la utilització d'aquest llibret, però, quan el jove Otakar Ostrčil el va visitar per demanar-li que abandonés la seva composició, ja que estava treballant en el mateix text. Dvořák va complir fàcilment amb els seus desitjos.

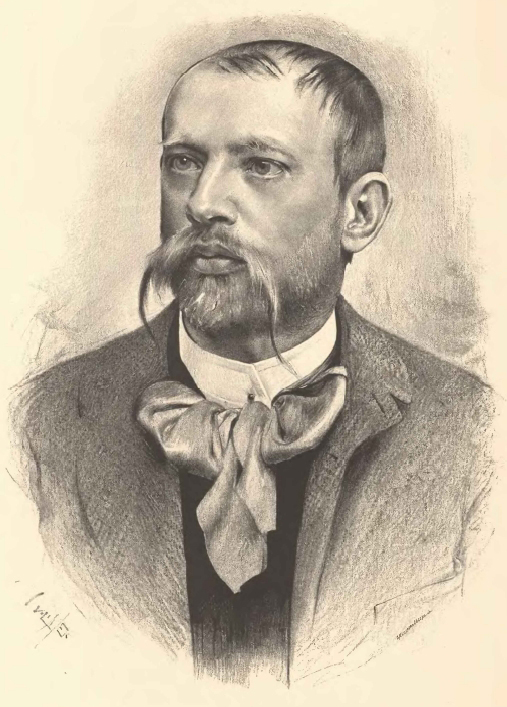
Jaroslav Vrchlický, autor del llibret

De les memòries de Otakar Hostinsky sabem que Dvořák també es va interessar en el seu llibret de La Ventafocs en aquest moment, però aquesta iniciativa no va fructificar. Tants mesos d'inactivitat eren un fet extremadament inusual per Dvořák. En una carta al seu amic Emil Kozanek datada al febrer de 1902, el compositor escriu: "He estat sense feina durant més de catorze mesos, no puc tornar a començar en qualsevol cosa i no sé quant de temps continuarà el meu actual estat d'ànim".
Quan, al febrer de 1902, Dvořák esmenta en companyia del poeta Jaroslav Vrchlický que havia estat buscant en va un llibret d'alta qualitat per a una nova òpera, Vrchlický va assenyalar al compositor que ell li havia ofert un llibret titulat Armida feia catorze, però llavors Dvořák -potser absort en altres treballs composició- l'havia rebutjat. Finalment Dvořák va decidir utilitzar el text d'Armida, tot i que el llibret li atreia. Dvořák també va ser persuadit pel tema del llibret universal, que havia buscat durant anys en els seus esforços per fer un impacte en els escenaris estrangers, i al fet que el text en alguns aspectes (obligacions envers Déu contra l'amor i la passió) era una reminiscència de Wagner Tannhauser, una òpera que Dvořák sempre havia admirat.

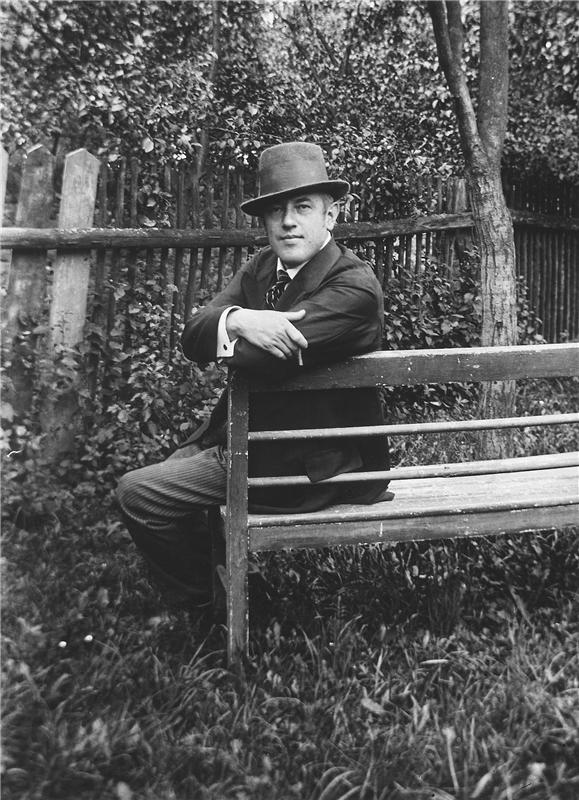
František Picka, director de l'estrena

La història de l'òpera havia estat tractada moltes vegades per compositors com Lully, Salieri, Gluck, Mysliveček, Haydn, Cherubini i Rossini, entre d'altres. Es basa en un episodi de la història èpica del poeta renaixentista italià Torquato Tasso, Jerusalem alliberada (1580), que, amb una considerable dosi de fantasia, descriu esdeveniments que es desenvolupen durant la Primera Croada. En el poema èpic de Tasso, Armida és una bruixa inspirada en la poderosa fetillera Circe, una figura de la mitologia grega. El poeta txec Jaroslav Vrchlický va estudiar l'epopeia de Tasso durant la dècada de 1880, i la seva traducció (avui dia l'única traducció completa al txec) li va donar la idea d'escriure un llibret d'òpera sobre el mateix tema. No va seguir el model italià a la carta, simplement li va servir d'inspiració fonamental per a la seva concepció de la història. El text, disposat en quatre actes, té una sèrie de deficiències, incloent rimes una mica incòmodes i, en alguns llocs, el verset molt mediocre. El cor de la història, segons el previst per Vrchlický, és l'apassionada relació entre Armida, la filla de Hydraot, rei de Damasc, i el cavaller croat Rinald, tots dos enemics.

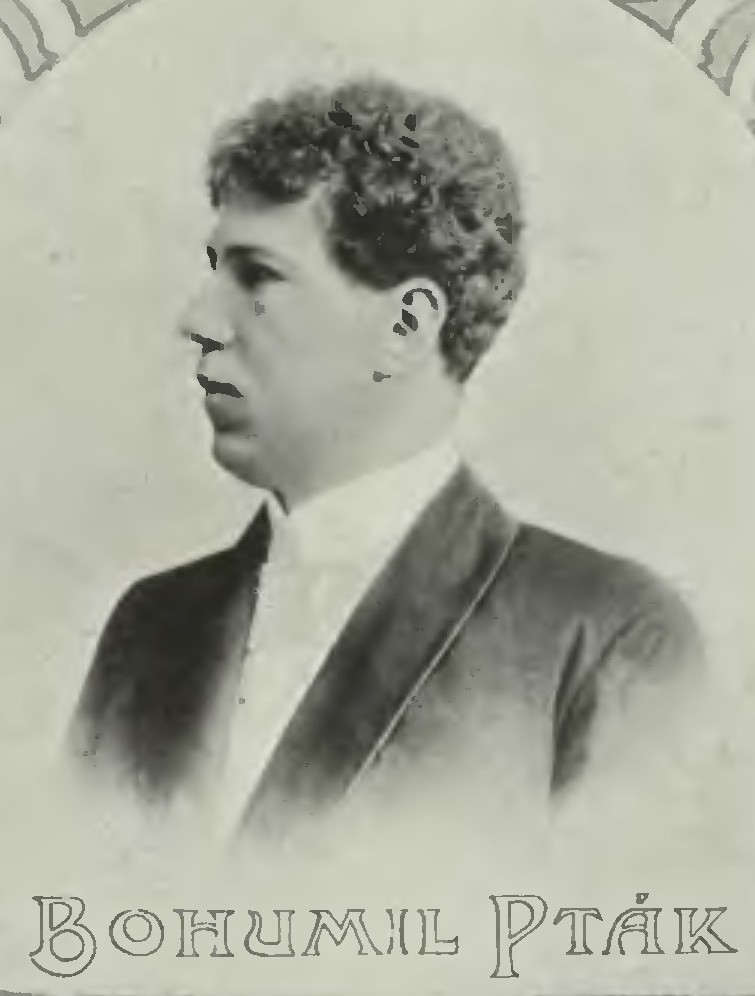
Bohumil Pták, tenor protagonista

Va començar a escriure la música d'Armida el març de 1902 i va trigar gairebé un any i mig en acabar-la. Els assajos al Teatre Nacional va començar a la tardor de 1903. Els solistes van ser seleccionats personalment pel compositor, i el director havia d'haver sigut el cap de l'òpera, Karel Kovařovic. No obstant això, a principis de 1904, enmig dels assajos, Kovařovic va sol·licitar un període prolongat d'absència per raons de salut, i va abandonar el país. Avui dia, les circumstàncies que van envoltar la decisió de Kovařovic encara no estan del tot clares, però, pot haver estat impulsat pel fet que ell mateix havia intentat escriure un ambient musical per al llibret de Vrchlický, però sense èxit. Una altra possible raó - completament aliena a l'òpera de Dvořák - és que el treball de Kovařovic al Teatre Nacional estava sent criticat de forma regular, i el director estaria tractant, almenys temporalment, d'escapar de les conseqüències.
Els assajos es van confiar llavors, a petició del mateix compositor, el director František Picka. L'ambient al teatre era tens, amb el compositor sovint intervenint i, fins i tot en algun assaig amb l'amenaça de cancel·lar la producció. No obstant això, ell estava obligat per contracte i els preparatius per a l'estrena va rcontinuar. En el dia de l'assaig general, el primer tenor amb el paper de Rinald, Bohumil Pták, es va declarar indisposat, de manera que l'estrena va haver de ser posposada tres setmanes.

## Representacions

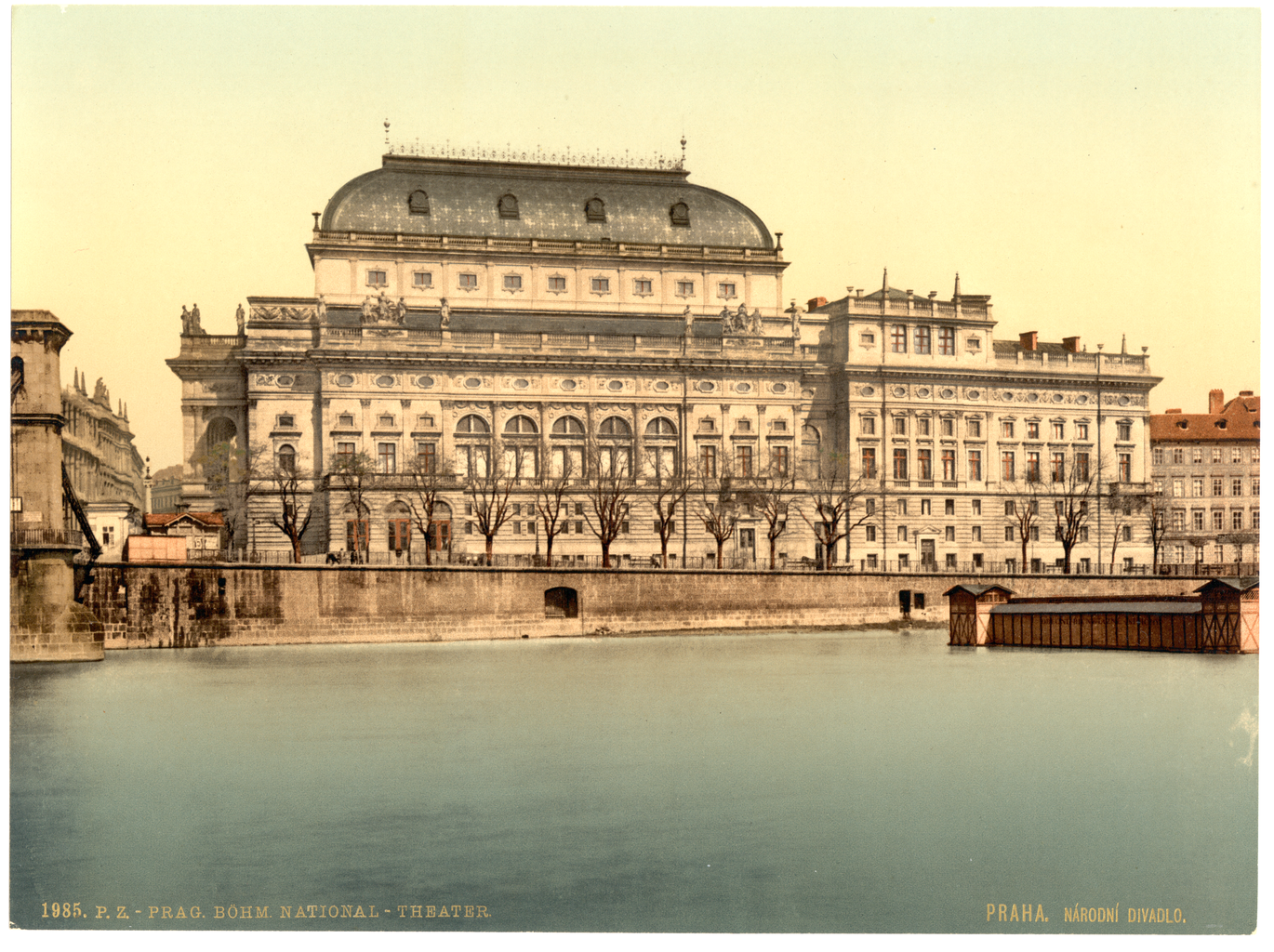
El Teatre Nacional de Praga, on es va estrenar l'òpera

L'estrena va ser reconeguda per tothom com una decepció, no només pel que fa a l'exercici dels músics, sinó també per la seva direcció artística. Tot i això, al final de la representació, el públic va expressar la seva estima per la bellesa de la música de Dvořák, però el compositor ja no hi era perquè havia començat a sentir-se malament i havia deixat el teatre. L'estrena va tenir lloc el 25 de març 1904 i, poc després, l'1 de maig, Antonín Dvořák va morir.
L'estrena al Teatre Nacional el 1904 va tenir sis actuacions seguides. Després va desaparèixer del teatre durant vint anys. Otakar Ostrcil va intentar reviure-la el 1928 i va tenir una mica més d'èxit; en aquesta ocasió l'òpera va gaudir de divuit actuacions. El següent a escenificar Armida al Teatre Nacional va ser Václav Talich el 1941, i es van celebrar només tretze actuacions.
Però els esforços per incloure-la en ell repertori es van veure frustrats amb el tancament del teatre pels nazis el 1944. Quan el teatre va reobrir, l'òpera va tornar als escenaris el 1946 i, sota la direcció de František Škvor, va veure dotze actuacions. L'última actuació l'11 de febrer 1948 va ser l'última oportunitat de veure Armida al Teatre Nacional durant gairebé quaranta anys.
No va ser sinó fins al 1987 que la gestió del teatre va decidir dur a terme una nova producció (František Vajnar) que, al llarg de cinc temporades es va veure un total de 28 vegades. Armida va aparèixer en teatres de fora de Praga només esporàdicament: Plzen (1925 i 1943), Brno (1935 i 1994), Olomouc (1936), Ostrava (1941, 1991 i 2012) i Liberec (1968). L'única producció estrangera d'Armida (Bremen, 1961) és una curiositat que va comptar amb la jove Montserrat Caballé.

## Anàlisi musical
És l'últim treball completat per Dvořák. El compositor incorpora tot el que havia aconseguit i perfeccionat durant la seva vida. Com en la seva Rusalka anterior, el principi bàsic de la construcció dramàtico-musical és el leitmotiv, que aquí es presenta amb un grau considerable d'originalitat i invenció. A Armida, Dvořák demostra la capacitat del compositor per il·lustrar l'ambient exòtic d'Orient. Si fem una ullada a tota l'obra del compositor fins a la data, notarem que sovint recorria a l'estilització de diversos dialectes musicals. El que buscava en la seva música, ja sigui amb la inspiració folklòrica de Moràvia en els seus Duets moravians, els impulsos de la dansa folklòrica en les seves Danses eslaves, ressons del folklore eslovac en les seves Cançons gitanes, el temperament popular rus en les escenes de cor de l'òpera Dimitrij, elements de la música negra en la seva Novena Simfonia, o l'expressió musical distintiva dels nadius americans en el seu Quintet de corda en mi bemoll major. La seva invenció es barreja contínuament i, naturalment, amb influències exòtiques per crear una expressió unificada, homogènia.
En la seva partitura suggereix eloqüentment l'atmosfera del Pròxim Orient, no només a través de les seves melodies i harmonies, sinó també en el seu mètode d'instrumentació (per exemple, les veus femenines en combinació amb les arpes i la vent de fusta). L'espectador o l'oient sent l'ambient exòtic en els primers compassos del primer acte, que s'introdueix per la crida del muetzí des del minaret, i es van alternar en la forma d'un rondo amb alguns dels més bells passatges corals de tota la composició operística del compositor. Es troben una sèrie de passatges similars en l'òpera, tant en els cors i les línies vocals dels solistes, en particular en la melisma ornamental cantada pel mag Ismen, i també en els segments purament instrumentals.
A més de recrear l'atmosfera d'Orient, tasca a la que Dvořák es va enfrontar per primera vegada, el compositor també va haver de decidir com abordar les escenes que representaven fenòmens sobrenaturals. Ja havia aconseguit uns efectes similars en el seu cicle de poemes simfònics Bouquet escrits per a Erben, i en les òperes El Diable i Catalina i Rusalka. Aquestes escenes ofereixen un notable testimoni de la classe de sons de la seva invenció musical que era capaç d'escriure. El primer "truc de màgia" d'Ismen, on evoca una imatge de les forces enemigues del no-res, crida l'atenció pels seus efectes de so i l'impacte dramàtic.
Un altre element important de la partitura és la forma en què la música retrata el romanç entre Armida i Rinald. Els amants apareixen de manera natural en gairebé tots els treballs de l'etapa anterior de Dvořák, però mai expressada en aquests tons eròtics com a Armida. Dvořák es va mantenir fidel al text original i es va esforçar a representar escenes íntimes dels personatges centrals amb la màxima convicció. Per exemple, el diàleg en el segon acte ("El teu pèl" - "El teu front" - "Els teus dolços llavis, el teu cos, oh, deixa'm somiar eternament, i mirar dins els teus ulls serens") està literalment carregat de passió i sensualitat, que el compositor aconsegueix a través de sofisticades línies vocals cromàtiques.